# PROMISE (映画)
『PROMISE』（プロミス、原題: 無極）は、2005年の中国・日本・韓国・香港合作による古代ファンタジー映画。日本では、2006年2月11日に公開された。ゴールデングローブ賞外国語映画賞ノミネート作品。
中国では、撮影時の環境破壊やパロディ作品が出回るなどの問題があった（後述）。

## あらすじ
舞台は「3000年前の未来」。戦で親を失い、絶望的状況に置かれる少女の前に運命をつかさどる女神・満神が現れる。少女に「欲しいものは何でも手に入る」約束をするが、そのかわりに「真実の愛は得られない」という。うなずいた女の子は数年後、世界でいちばん美しい王妃・傾国となっていた。
一方、反乱の企てから王を守ろうと、大将軍・光明は天下一の俊足の奴隷・崑崙と城へと向かっていた。
城では、王の腹心の部下である侯爵・無歓があの手この手を使って傾国を我が物にしようと企んでいた。刺客・鬼狼が放たれたが、鬼狼と崑崙は共に「氷雪之地（スノーランド）」の者だったので崑崙を逃がし、自ら着ていた「黒衣」を与えてしまう。時空間を超え、死さえも超越できる「黒衣」のない鬼狼は死んでしまう。
「黒衣」を纏った崑崙は、運命を脱するために、満神と約束した「あの時」へと傾国を戻すために走る。

## キャスト
| 役名 | 俳優             | 日本語吹替 | 日本語吹替   |
| 役名 | 俳優             | ソフト版   | テレビ朝日版 |
| ---- | ---------------- | ---------- | ------------ |
| 光明 | 真田広之         | 真田広之   | 真田広之     |
| 崑崙 | チャン・ドンゴン | 宮内敦士   | 東地宏樹     |
| 傾国 | セシリア・チャン | 坂本真綾   | 加藤忍       |
| 無歓 | ニコラス・ツェー | 内田夕夜   | 平川大輔     |
| 鬼狼 | リウ・イエ       | 木下浩之   | 大塚芳忠     |
| 満神 | チェン・ホン     | 魏涼子     | 田中敦子     |
| 大王 | 程前             |            |              |

- テレビ朝日版：初回放送2007年7月22日『日曜洋画劇場』

## 環境破壊とパロディ作品
2006年5月9日、浙江省杭州市で開かれた「都市・風景区の水環境整備国際フォーラム」の席上で、建設部の仇保興 副部長が、2004年6月、雲南省シャングリラ県の碧沽天池で撮影中、天池に100本以上の杭を打ったり、撮影後に弁当箱やプラスチックなどを捨てたままにし、セットの一部もそのままになっているなどの、環境破壊の広がりについて言及した。
このことは、中国の複数のメディアで大きく報道され、新浪網などで特集ページが登場した。
これに対し、陳凱歌監督の妻であり、プロデューサーの陳紅らスタッフは、「誤解だ。悪天候などでまだ直されていないだけだ」と反論。この反論に対し、ネットユーザーを中心として、「帝国時代版」、「福娃版」などのパロディ作品が出回った。中でも、フリー・ディレクターである胡戈がネット上で発表した『一個饅頭引発的血案』は、本作とCCTVの「中国法治報道」を素材としたもので、訴訟騒動になるなど、社会問題となった。